# Aylin Yaren
Aylin Yaren, född 30 augusti 1989 i Berlin, är en tysk-turkisk fotbollsspelare (mittfältare) som spelar i LdB FC sedan säsongen 2008.